# Communauté de communes des Amognes
La communauté de communes des Amognes est une ancienne communauté de communes française, située dans le département de la Nièvre.

## Composition
Elle était composée des communes suivantes :
| Nom                       | Code Insee | Gentilé             | Superficie (km2) | Population (dernière pop. légale) | Densité (hab./km2) |
| ------------------------- | ---------- | ------------------- | ---------------- | --------------------------------- | ------------------ |
| Saint-Benin-d'Azy (siège) | 58232      | Bénignois           | 35,80            | 1 296 (2014)                      | 36                 |
| Anlezy                    | 58006      | Anlezyquois         | 21,13            | 264 (2014)                        | 12                 |
| Beaumont-Sardolles        | 58028      | Beaumont-Sardollois | 29,14            | 123 (2014)                        | 4,2                |
| Billy-Chevannes           | 58031      | Billy-Chevannais    | 23,76            | 356 (2014)                        | 15                 |
| Cizely                    | 58078      | Cisilliens          | 7,10             | 65 (2014)                         | 9,2                |
| Diennes-Aubigny           | 58097      | Diannais            | 36,89            | 96 (2014)                         | 2,6                |
| La Fermeté                | 58112      | Fermetois           | 36,02            | 695 (2014)                        | 19                 |
| Fertrève                  | 58113      | Fertrévois          | 24,43            | 123 (2014)                        | 5                  |
| Frasnay-Reugny            | 58119      | Frasniacois         | 13,62            | 82 (2014)                         | 6                  |
| Limon                     | 58143      | Limonais            | 8,04             | 158 (2014)                        | 20                 |
| Montigny-aux-Amognes      | 58176      | Montignois          | 25,17            | 582 (2014)                        | 23                 |
| Saint-Firmin              | 58239      |                     | 10,40            | 178 (2014)                        | 17                 |
| Saint-Jean-aux-Amognes    | 58247      | Johannais           | 18,02            | 518 (2014)                        | 29                 |
| Saint-Sulpice             | 58269      |                     | 25,71            | 425 (2014)                        | 17                 |
| Trois-Vèvres              | 58297      | Trois-Vèvriens      | 7,65             | 238 (2014)                        | 31                 |
| Ville-Langy               | 58311      | Langyvillois        | 26,86            | 288 (2014)                        | 11                 |

## Compétences
- Aménagement de l'espace
- Développement économique
- Politique du logement et du cadre de vie
- Protection et mise en valeur de l'environnement
- Création et aménagement de la voirie
- Actions culturelles
- Actions sociales

## Historique
La communauté de communes fut créée par arrêté préfectoral le 22 décembre 1998 pour une prise d'effet officielle au 1er janvier 1999.
Elle est dissoute au 31 décembre 2016 pour fusionner avec deux autres communautés de communes et former la communauté de communes Amognes Cœur du Nivernais.
| Période             | Identité               | Qualité                       |
| ------------------- | ---------------------- | ----------------------------- |
| janvier 1999 ⇔ 2008 | Philippe Graillot (PS) | Maire de Montigny-aux-Amognes |
| 2008 ⇔ 2014         | Françoise Lereu (PS)   | Maire de Saint-Benin-d'Azy    |
| 2014 ⇔ 2016         | Christian PERCEAU      | Maire de Montigny-aux-Amognes |

### Sources
- Site officiel de la communauté de communes des Amognes
- Le SPLAF (Site sur la Population et les Limites Administratives de la France)